# Linus Holmgren
Linus Holmgren, född 9 januari 1998, är en svensk innebandyspelare i IBK Dalen. Han startade sin innebandykarriär i Holmsund City IBC i Umeå. 
Meriter: 1 U19 VM-silver 2017. A-landskamper: 6.  
Linus blev utsedd till lagkapten för Team Thorengruppen SK i SSL 2017. Därmed var han SSL herrars tredje yngsta lagkapten någonsin.